# Courting the Squall
Courting the Squall — дебютный сольный студийный альбом Гая Гарви, лидера британской группы Elbow. Был выпущен 30 октября 2015 года на Polydor Records.

## Описание
Гарви выпустил Courting the Squall через два месяца после выхода мини-альбома Elbow Lost Worker Bee EP.
Рецензент издания PopMatters удивился, что Гай Гарви, который «неразрывно связан» с образом группы Elbow, но одновременно  «выковал свою уникальную индивидуальность», не издал сольного альбома ранее. По мнению обозревателя, Гарви не очень далеко ушёл от звучания своей основной группы, и некоторые из композиций Courting the Squall могли бы пойти дополнением к какому-нибудь альбому Elbow. Вместе с тем, сольник Гарви это «полный разрыв» с Elbow, утверждающий собственное видение музыканта, которое «привлекательно само по себе».
Обозреватель The Guardian поставила альбому три звезды из пяти, назвав его «тонкой (нюансированной) музыкой для взрослых», и предположила, что Гарви «просто хотел посмотреть, что он может сделать в одиночку, и не планировал делать это в долгосрочной перспективе».

## Список композиций
| №   | Название                             | Длительность |
| --- | ------------------------------------ | ------------ |
| 1.  | «Angela's Eyes»                      | 3:44         |
| 2.  | «Courting the Squall»                | 4:30         |
| 3.  | «Harder Edges»                       | 5:28         |
| 4.  | «Unwind»                             | 5:49         |
| 5.  | «Juggernaut»                         | 5:36         |
| 6.  | «Yesterday»                          | 5:06         |
| 7.  | «Electricity» (feat. Джолли Холланд) | 3:41         |
| 8.  | «Belly of the Whale»                 | 3:54         |
| 9.  | «Broken Bottles and Chandeliers»     | 4:33         |
| 10. | «Three Bells»                        | 2:54         |

## Участники записи
- Духовые аранжировки — Гай Гарви
- Бас-гитара — Натан Саддерс
- Ударные, перкуссия — Алекс Ривз
- Гитара — Пит Джобсон
- Арфа — Рейчел Гладвин
- Виброфон — Heron
- Фортепиано, синтезатор — Бен Кристоферс
- Саксофон — Анна Кирби
- Труба — Виктория Рул
- Труба, саксофон — Сара Филд
- Вокал — Гай Гарви, Джоли Холланд

## Чарты
| Чарт (2015)                      | Наивысшая позиция |
| -------------------------------- | ----------------- |
| Бельгия/Фландрия (Ultratop)      | 19                |
| Бельгия/Валлония (Ultratop)      | 173               |
| Нидерланды (Album Top 100)       | 19                |
| Ирландия (IRMA)                  | 9                 |
| Великобритания (UK Albums Chart) | 3                 |